# Chloropsina collessi
Chloropsina collessi är en tvåvingeart som beskrevs av Spencer 1986. Chloropsina collessi ingår i släktet Chloropsina och familjen fritflugor. Inga underarter finns listade i Catalogue of Life.